# Jílové u Prahy
Jílové u Prahy (en allemand : Eule) est une ville du district de Prague-Ouest, dans la région de Bohême-Centrale, en Tchéquie. Sa population s'élevait à 5 227 habitants en 2024.

## Géographie
Jílové u Prahy se trouve à 10 km au nord-ouest de Týnec nad Sázavou et à 21 km au sud-sud-est de Prague.
La commune est limitée par Libež au nord, par Pohoří à l'est, par Kamenný Přívoz et Krňany au sud, et par Hradištko et Petrov à l'ouest.

## Histoire
La première mention écrite de la localité date de 1045.